# Archidiecezja nankińska

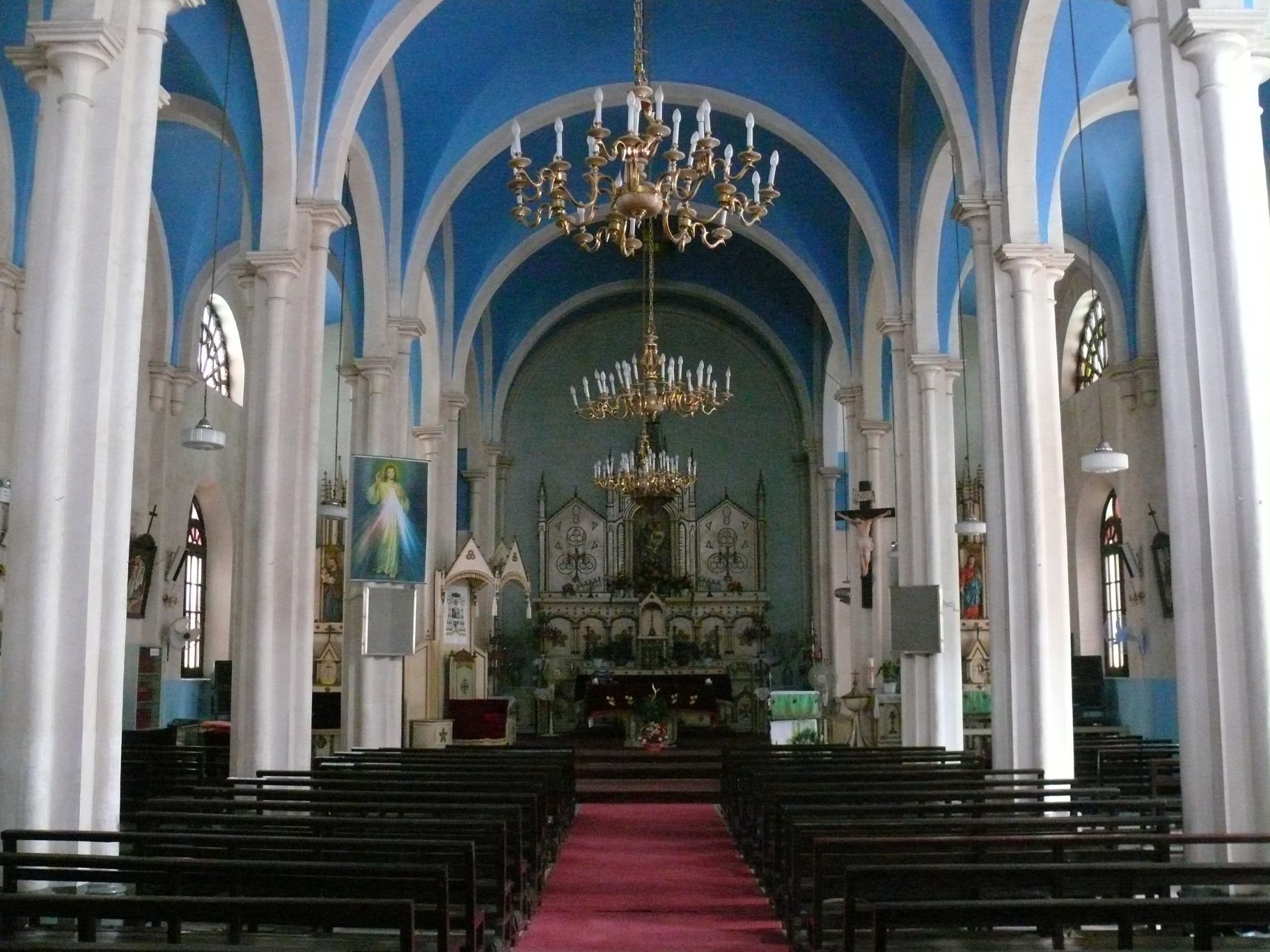
Wnętrze katedry Niepokalanego Poczęcia NMP w Nankinie. Po lewej widoczna reprodukcja obrazu Adolfa Hyły Jezu ufam Tobie

Archidiecezja nankińska (łac. Archidioecesis Nanchinensis, chiń. 天主教南京总教区) – rzymskokatolicka archidiecezja ze stolicą w Nankinie, w Chińskiej Republice Ludowej.

## Sufraganie archidiecezji nankińskiej
Sufraganiami archidiecezji nankińskiej są diecezje:
- Haimen
- Suzhou
- szanghajska
- Xuzhou

## Historia
W 1659, za pontyfikatu Aleksandra VII, erygowano wikariat apostolski Nankinu. Objął on tereny misyjne wydzielone z diecezji Makau.
10 kwietnia 1690 wikariat apostolski Nankinu podniesiono do godności diecezji. Tego samego dnia z północnych misji podległych dotychczas nankińskim wikariuszom apostolskim utworzono wikariat apostolski Pekinu (obecnie archidiecezja pekińska).
15 października 1696 diecezja straciła część terytorium na rzecz nowych wikariatów apostolskich: Shanxi (obecnie diecezja Lu’an) i Shaanxi (obecnie diecezja Yan’an).
1844 z diecezji nankińskiej wydzielono wikariat apostolski Henan (obecnie diecezja Nanyang).
21 stycznia 1856 diecezję zdegradowano do wikariatu apostolskiego, a stolicę przeniesiono do Jiangnan
8 sierpnia 1921 wikariat apostolski Jiangnan przemianowano na wikariat apostolski Jiangsu. W tym samym dniu z jednostki tej odłączono sąsiednią świecką prowincje tworząc wikariat apostolski Anhui (obecnie diecezja Wuhu).
1 maja 1922 zmieniono nazwę na wikariat apostolski Nankinu.
Kolejne lata przyniosły dalszy rozwój katolicyzmu w omawianym wikariacie. Spowodowało to powstanie nowych administratur kościelnych na terenach podlegających dotychczas nankińskim ordynariuszom. Były to:
- 11 sierpnia 1926 - wikariat apostolski Haimen (obecnie diecezja Haimen)
- 1 lipca 1931 - prefektura apostolska Xuzhou (obecnie diecezja Xuzhou)
- 13 grudnia 1933 - wikariat apostolski Szanghaju (obecnie diecezja szanghajska).

W wyniku reorganizacji chińskich struktur kościelnych 11 kwietnia 1946 wikariat apostolski Nankinu podniesiono do godności archidiecezji i stolicy metropolii.
Z 1950 pochodzą ostatnie pełne, oficjalne kościelne statystyki. Archidiecezja nankińska liczyła wtedy:
- 32 536 wiernych (0,5% społeczeństwa)
- 47 księży (37 diecezjalnych i 10 zakonnych)
- 10 braci i 33 siostry zakonne
- 17 parafii.

Od zwycięstwa komunistów w chińskiej wojnie domowej w 1949 archidiecezja, podobnie jak cały prześladowany Kościół katolicki w Chinach, nie może normalnie działać. Arcybiskup Paul Yü Pin został przez nowe władze usunięty z katedry i zmuszony do opuszczenia kraju. Do końca życia mieszkał na Tajwanie. Brał udział w obradach Soboru Watykańskiego II. 28 kwietnia 1969 Paweł VI kreował go kardynałem.
W 1950 administratorem apostolskim arcybiskupstwa został biskup szanghajski Ignatius Kung Pin-mei. Zarządzał on nankińskim Kościołem tylko do 1955, gdy został aresztowany. Brak współpracy z komunistami i odmowa przystąpienia do Patriotycznego Stowarzyszenia Katolików Chińskich spowodowały, że hierarcha spędził w więzieniu 30 lat, a kolejne 3 lata w areszcie domowym, gdy to władze pozwoliły mu na emigrację bez prawa powrotu. 30 czerwca 1979 Jan Paweł II wyniósł go in pectore do godności kardynalskiej (jego nazwisko ujawniono na konsystorzu w 1991). Kardynał Kung Pin-mei zachował godność administratora apostolskiego archidiecezji nankińskiej do swojej śmierci w 2000.
Od 2000 do śmierci w 2014 administratorem apostolskim Nankinu był biskup szanghajski Joseph Fan Zhongliang. Należał on do Kościoła podziemnego i był uznawany przez Stolice Apostolską. Według władz komunistycznych Chin bp Fan Zhongliang zajmował urząd nielegalnie.
W czasie przebywania na emigracji kanonicznego arcybiskupa Nankinu Paula Yü Pina i w więzieniu, a następnie na emigracji administratora apostolskiego Ignatiusa Kung Pin-mei archidiecezją zarządzało trzech antybiskupów mianowanych przez Patriotyczne Stowarzyszenie Katolików Chińskich z polecenia władz państwowych. Nie utrzymywali oni łączności ze Stolicą Świętą.

## Ordynariusze nankińscy
Państwowe Patriotyczne Stowarzyszenie Katolików Chińskich mianowało w 2000 Francisa Lu Xinpinga biskupem nankińskim. Nie jest uznawany przez Stolicę Apostolską.
W diecezji obecnie nie ma biskupów pomocniczych.